# Pull-winding
Le pull-winding (pull winding) est un procédé de mise en forme en continu de tubes et profilés en matériaux composites. Ce procédé résulte de la combinaison de deux autres procédés : la pultrusion et l'enroulement filamentaire. Le terme « pull-winding » est composé des mots anglais « pull » (tirer) et « winding » (enroulement).

## Applications
Ce procédé permet la production de profilés en matériaux composites à section constante en grande série. Leur forme peut être simple (tube, carré, rectangle, etc.) ou plus complexe.

## Matières de base
De nombreuses fibres sont utilisées : fibre de verre, fibre de carbone HS, HM, UHM, etc. De nombreuses matrices thermodurcissables peuvent être utilisées, en particulier les résine polyester insaturé, polyuréthane, vinylester et époxyde, mais également certaines résines thermoplastiques.

## Mode opératoire
Le fonctionnement général peut se résumer ainsi : les fibres sous forme de bobine sont orientées avec un angle d'inclinaison par rapport à l'axe radial du profilé puis imprégnées de résines pour passer dans une filière chauffée qui va provoquer la polymérisation de cette résine et donner sa forme finale au produit, qui est ensuite coupé à la longueur souhaitée.

## Propriétés des produits fabriqués
Les propriétés mécaniques transverses sont généralement supérieures aux profilés obtenus par la pultrusion standard, grâce à l'orientation personnalisée des fibres.
La fabrication de tubes en fibre de carbone selon ce procédés a été brevetée par la société Epsilon Composite en 2004